# Interliga (ragbi)
Interliga je bila međunarodna liga u ragbiju. U njoj su uglavnom sudjelovali klubovi iz Hrvatske i Slovenije, a povremeno i iz Bosne i Hercegovine, Austrije i Mađarske. Međusobni susreti hrvatskih klubova su vrijedili i za hrvatsko prvenstvo.

## Prvaci
- 1994.  Zagreb
- 1995.
- 1996.
- 1997.
- 1998.  Makarska rivijera
- 1999.
- 2000.
- 2001.  Zagreb
- 2002.
- 2003.  Ljubljana
- 2004.  Nada (Split)
- 2005.  Ljubljana
- 2006.  Zagreb
- 2007.  Nada (Split)
- 2008.  Nada (Split)
- 2009.

## Poveznice i izvori
- Prvenstvo Hrvatske u ragbiju
- Regional Rugby Championship
- RK Ljubljana  Arhivirana inačica izvorne stranice od 3. veljače 2014. (Wayback Machine)
- Interliga, rugby-encyclopedie.com